# Тенен
Тенен (天延) је јапанска ера (ненко) која је настала после Тенроку и пре Џоген ере. Временски је трајала од децембра 973. до јула 976. године и припадала је Хејан периоду. Владајући монарх био је цар Енџу.

## Важнији догађаји Тенен ере
- 28. мај 973. (Тенен 1, двадесетчетврти дан четвртог месеца): Избија пожар у просторијама Минамото клана у близини царске палате. У немогућности да се ватра обузда, пожар је прогутао око 300 кућа. Повећана је безбедност око палате за дупло више војника.[3]
- 974. (Тенен 2, други месец): Фуџивара но Канемичи је именован новим даиџо-даиџином и дата му је дозвола да путује носиљком.[3]
- 974. (Тенен 2, десети месец): Цар добија поклон из Кореје у виду коња.[3]
- 975. (Тенен 3, осми месец): Виђена је комета на небу.[3]